# Piłwąg
Piłwąg – jezioro w zachodniej części powiatu oleckiego, gmina Kowale Oleckie, województwo warmińsko-mazurskie, na Pojezierzu Ełckim.
W północno-wschodniej części jest zasilane wodami jeziora Szwałk Wielki, w południowej części znajduje się odpływ do jeziora Łaźno.
Połączenia są szerokie, a różnice poziomów – w pierwszym przypadku – około 1 m, w drugim – około 0,1 m.
Posiada urozmaiconą linię brzegową. Brzegi jeziora są niskie, otoczone jest lasem mieszanym.
Występuje na nim wiele mulistych zatoczek oraz położone centralnie w niewielkiej odległości od siebie trzy wyspy o łącznej powierzchni 1,6 ha.
Roślinność zajmuje 6,6 ha, czyli około 79,0% linii brzegowej, przeważa trzcina i sitowie, rzadziej spotyka się pałkę wąskolistną, a w zatokach grążel żółty i grzybienie białe.
Wschodnia część jeziora wraz z trzema zalesionymi wysepkami wchodzi w skład rezerwatu przyrody Mazury.